# مسألة هلبرت الرابعة والعشرون
مسألة هيلبرت الرابعة والعشرون هي مشكلة رياضية لم تنشر كجزء من قائمة ال23 مسألة المعروفة بمسائل هيلبرت ولكن تم تضمينها في ملاحظات ديفيد هيلبرت الأصلية. تطالب المشكلة بمعيار البساطة في البراهين الرياضية وتطوير نظرية الإثبات مع القدرة على إثبات أن دليل معين هو أبسط طريقة ممكنة.
تم اكتشاف المسألة الرابعة والعشرون من قبل المؤرخ الألماني روديجر ثييل في عام 2000، مشيرًا إلى أن هيلبرت لم يتضمن المسألة الرابعة والعشرين في المحاضرة التي عرضت مسائل هيلبرت أو أي نصوص منشورة. كان أصدقاء هيلبرت وزملاؤه الرياضيين أدولف هورويتز وهيرمان مينكوسكي منخرطين بشكل وثيق في المشروع ولكن لم تكن لديهم أي معرفة بهذه المسألة.